# (35428) 1998 BS2
1998 BS2 (asteroide 35428) é um asteroide da cintura principal. Possui uma excentricidade de 0.11474380 e uma inclinação de 7.08446º.
Este asteroide foi descoberto no dia 19 de janeiro de 1998 por Yoshisada Shimizu e Takeshi Urata em Nachi-Katsuura.